# Pueblo ranquel

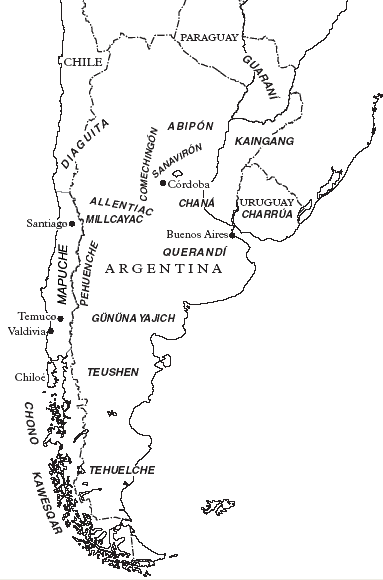
Distribución aproximada de lenguas en el Cono Sur (extremo meridional de Sudamérica) en tiempos de la conquista española.

Los ranqueles son un pueblo  indígena que habitaba un territorio que actualmente es parte de la República Argentina. Inicialmente fueron parte de los pampas antiguos (estos incluidos en el grupo het, según el jesuita Thomas Falkner), relacionados con los pehuenches, puelches y los huarpes.  
La denominación «ranquel» es, en idioma español, la castellanización de su autodenominación: rankülche o ragkülche ―rangkül (caña o carrizo), y che (persona, gente) en idioma mapuche (che dungun)― es decir ‘gente de los cañaverales’).
Eran cazadores, nómadas y durante buena parte del siglo XIX se mantuvieron en alianza con varias tribus, con quienes incursionaron con malones de agresión o represalia por las incursiones y avances españoles y luego argentinos en el oeste y el centro del interior de la provincia de Buenos Aires, el sur de la provincia de Córdoba, así como el sur de las provincias de Mendoza, San Luis y Santa Fe.

## Origen de los ranqueles
Según algunos autores, este pueblo era un subgrupo de los tehuelches: los puelches de los mamulche (del idioma mapuche: mamül: leña; che: gente; gente del monte), la cual estuvo conformada por diferentes tribus: salineros (chediches), jarilleros, medaneros (looches), de los chañares (chicalches), de las arcillas (canuelooches) y los del carrizal (rankulches), que abarcaban un territorio que se encontraba entre el río Negro, el río Neuquén, el río Grande, el río Diamante, el sur de la provincia de San Luis, el sur de la provincia de Córdoba, el sur de la provincia de Santa Fe, y la franja oeste de la provincia de Buenos Aires.
Otros autores, sobre la base de registros históricos, los consideran de origen pehuenche.

## Evolución, apogeo y decadencia
Como consecuencia del comercio entre los pampas (ganado vacuno y sal) con los mapuches provenientes del actual territorio de Chile (bebidas alcohólicas, azúcar), hacia 1725 ya existían dos caciques pehuenches, con unas 70 familias, instalados entre los pampeanos en la región limítrofe de la provincia de Neuquén y de la provincia de Mendoza en donde predominaban los cañaverales (carrizales), planta llamada rangkül. Hacia 1750 comenzaron a ser llamados ranqueles (gente del carrizal), para diferenciarlos de las otras dos fracciones pehuenches de la región, los de Malalhue (Malargüe) y los de Vavarco.
Entre 1775 y 1790 un grupo de esos pehuenches avanzó desde los faldeos andinos hasta el territorio que denominaron Mamüll Mapu (del idioma mapuche mamüll: ‘leña’; y mapu: ‘territorio’) ya que lo encontraron cubierto por bosques de caldén, algarrobo y chañar. Fue así que se establecieron entre los ríos Cuarto (o Chocancharava) y Colorado, desde el sur de las actuales provincias de San Luis y Córdoba, hasta el sur de la provincia de La Pampa. Entre ellos se hallaba Carripilum, nacido en Ránquil, y establecido en La Pampa hacia 1789.
En 1795, el cacique Carripilún junto a Llanguelen y otros veinte jefes firmó importantes tratados de paz con Simón de Gorordo, en la frontera de Córdoba.
Años después el mismo cacique reconocido como líder principal en las naciones de las pampas, puso a disposición del virrey Rafael de Sobremonte 3000 lanceros para la defensa de la ciudad de Buenos Aires, la capital del Virreinato del Río de la Plata, frente a las invasiones inglesas, aunque el virrey prefirió retirarse a Córdoba para organizar desde ahí la defensa según estipulaban los planes de defensa españoles de la época. La hegemonía de Carripilun dio por resultado que para la fecha de su muerte en 1820, el término rankulche ya era sinónimo de mamulche.
Una muestra de la importancia que tuvo la nación ranquel en el conjunto de la Argentina es la vista que Feliciano Antonio Chiclana, en nombre del Director Supremo de las Provincias Unidas del Río de la Plata, efectuó a Carripilun en 1819 para solicitarle que no dejara pasar a los contrarrevolucionarios realistas españoles por su territorio. 
Entre 1833 y 1834, los ranqueles resistieron con éxito la Campaña de Rosas al Desierto, pudiendo detener a la vez a Pascual Ruiz Huidobro en San Luis, a Aldao en el paso de la Balsa, y al propio exgobernador de la provincia de Buenos Aires, Juan Manuel de Rosas en el Río Negro.
El poder bélico y económico ranquelino alcanzó sus picos más altos durante el liderazgo del ulmen Yanquetruz, cuando los términos rangkülche y mamüllche se confundieron definitivamente al desaparecer la identidad de los demás grupos al sufrir la araucanización por la llegada de nuevos grupos mapuches.
Este cenit ranquel continuó con los caciques Painé, sus hijos Mariano Rosas (de nacimiento Panguitruz Guor) y Epumer, Ramón y Baigorrita.
Numerosos jefes entre quienes liberaron la alianza indígena pan-patagónica pertenecían a la nación ranquel. Tan grande fue su influencia que inclusive en Chile existe hoy una parcialidad ranquel[cita requerida], y entre las expresiones religiosas mapuche que hoy se practican en la región cordillerana tienen gran importancia algunas de origen rankul, como el choyke pürun (baile del ñandú), y la creencia en Soychu como dios creador.
Las Campañas previas a la Conquista del Desierto conducidas sucesivamente durante las presidencias históricas de Bartolomé Mitre, Domingo Faustino Sarmiento y Nicolás Avellaneda fueron una serie de pactos y traiciones consecutivas, que empezaron a perpetrarse contra los nombres de los caciques Cabral, Nahuel, Epumer y Baigorrita.
En el otoño de 1870 el coronel Lucio V. Mansilla, comandante del sector de la frontera contra los indígenas, habiéndose avanzado la línea hasta el río Quinto, hizo un viaje a Leubucó partiendo del Fuerte Sarmiento para negociar de igual a igual un tratado de paz, firmado ese año. La reseña del viaje fue publicada con el nombre Una excursión a los indios ranqueles, y es, actualmente, una de las principales fuentes de información sobre esta etnia. Mansilla debió viajar a Leubucó debido a que Mariano Rosas había jurado no pisar tierra dominada por los blancos.
En la época en que fue escrito el libro los ranqueles eran unos 11 000, y habitaban el territorio entre la laguna del Cuero (este nombre hace alusión a una antigua leyenda de los ranqueles) al norte, el río Salado al oeste, las Salinas Grandes al sur y La Pampa al este. El límite norte era la línea aproximada que pasaba por los parajes de Leplep, Agustinillo, el monte de la Vieja y la laguna del Cuero, aunque en algunos momentos alcanzó el río Quinto y tal vez también el río Cuarto.
Con la Conquista del Desierto, iniciada en 1878 por Julio Argentino Roca, los ranqueles fueron vencidos y, además, los primeros en sufrir el destierro y las reparticiones entre las familias pudientes y las haciendas de Buenos Aires y el norte del país.
Los descendientes de aquellos vencidos ranqueles forman hoy parte del pueblo de Tucumán, Mendoza, La Rioja, San Juan, Salta, Jujuy, Córdoba, Buenos Aires y Santiago del Estero.

## Influencia de los mapuches
Desde antes de mediados del siglo XVIII hubo una importante actividad comercial y de intercambio de productos entre los habitantes nativos de las llanuras pampeanas y las sierras de la actual provincia de Buenos Aires, los de la Patagonia septentrional y los de ambas márgenes de la Cordillera de Los Andes. Existían dos ferias muy importantes en el Cayrú y en Chapaleofú. En estas ferias, llamadas "ferias de los ponchos" por los jesuitas de la época que las registraron (como Thomas Falkner), se intercambiaban diversos tipos de productos: desde productos ganaderos y de la agricultura hasta vestimentas tales como ponchos. El Cayrú se hallaba en la parte más occidental de la Sistema de Tandilia (en territorio del actual Partido de Olavarría) y Chapaleofú hace referencia a las inmediaciones del arroyo homónimo, situado en el actual Partido de Tandil, ambos municipios o partidos se sitúan en el interior de la actual provincia de Buenos Aires. Es así como, a partir de estos movimientos de personas para el intercambio de productos se produjo, desde antes de mediados del siglo XVIII comienza a haber cierto intercambio cultural entre distintos pueblos que habitaban desde la pampa húmeda, pasando por la Patagonia septentrional y hasta la zona inmediata a la Cordillera de Los Andes (tanto en su margen oriental como occidental) hasta la costa del Océano Pacífico. Este es el comienzo del intercambio cultural y los movimientos migratorios, entre los distintos pueblos entre los cuales cabe mencionar a los Tehuelches, los ranqueles y los mapuches.
La influencia mapuche tiene su origen en lo anteriormente mencionado, ya que partiendo de fines de comercio y alianzas, se terminó produciendo una gran influencia cultural sobre los tehuelches y otros pueblos, al punto que se la denomina "mapuchización" o "araucanización" de las Pampas. Buena parte de los ranqueles y de los tehuelches adoptaron muchas de las costumbres y el idioma mapuche, mientras los mapuches adoptaban parte del modo de vida tehuelche y ranquel (tal como lo de vivir en tolderías) y con ello se difuminaron las diferencias entre ambos grupos, al punto que sus descendientes se refieren a sí mismos como mapuche-tehuelches.
Especialmente la tribu baigorria quienes adoraban a los mapuches a tal punto de realizar fiestas e intercambio de parejas entre ambos.

## Caciques
Entre los caciques importantes de los ranqueles figuraron:
- Carripilum (murió en 1820)
- Yanquetruz el Fuerte (desde 1820 hasta 1836)
- Xavier Gómez (desde 1812 hasta 1820)
- Pichón Huala (o Pichón Gualá, cacique de Poitahué)
- Mariano Rosas (Panguitruz Guor, de 1858 hasta 1877)
- Manuel Baigorrita (Manuel Baigorria Gualá, alias Maricó)
- Epumer
- Ramón Cabral (Nahuel, el Platero)
- Lautaro Salvo (Lima, el Pelotero)
- José Gregorio Yancamil (último cacique desde 1836 hasta 1931, lideró el triunfo en la batalla de Cochicó en 1882)

## SigloXXI
El 22 de junio de 2001 fueron restituidos a Leubucó los restos del cacique ranquel Mariano Rosas, quien gobernó allí entre 1858 y 1877.
Los restos se hallaban inventariados con el N.º 292 en el Museo de Ciencias Naturales de La Plata. 
Habían sido extraídos de su tumba en Leubucó en enero de 1879 por el coronel Eduardo Racedo, quien envió el cráneo al político y científico Estanislao Zeballos en Buenos Aires, este luego lo donó al museo y fueron depositados en un anaquel en 1889. 
La colección de esta esta clases de reliquias era una práctica común entre la comunidad científica de finales del siglo XIX y que los mapuches condenaban con el término «huaqueo».
La ceremonia de restitución comenzó en el museo platense y culminó con su sepultura en Leubucó, ante la presencia del cacique Adolfo Rosas, descendiente de Mariano Rosas, y 18 loncos o jefes de comunidades indígenas de La Pampa. Al llegar a Victorica fueron trasladados a caballo hasta Leubucó.
La Encuesta Complementaria de Pueblos Indígenas (ECPI) 2004-2005, complementaria del Censo Nacional de Población, Hogares y Viviendas 2001 de Argentina, dio como resultado que se reconocieron o descienden en primera generación del pueblo rankulche 10 149 personas en Argentina (ninguna residiendo en comunidades indígenas), de las cuales 4573 vivían en la provincia de La Pampa; 1370 vivían en la ciudad de Buenos Aires y 24 partidos del Gran Buenos Aires; y 4206 en el resto del país.
El Censo Nacional de Población de 2010 en Argentina reveló la existencia de 14 860 personas que se autoreconocieron como rankulches en todo el país, 6245 de los cuales en la provincia de La Pampa, 2888 en la de Córdoba y 299 en la de San Luis.
El 14 de agosto de 2007 el gobierno de la provincia de San Luis restituyó 2500 ha al pueblo ranquel, incluyendo dos lagunas, ubicadas 124 km al sur de la localidad de Fraga.
El 30 de mayo de 2009 fue fundado en el lugar el pueblo Nación Ranquel, ubicado a 130 kilómetros de la capital provincial, al entregar el gobierno 22 viviendas para las dos comunidades ranqueles de la provincia.

## Comunidades
Actualmente existen 19 comunidades ranqueles en la provincia de La Pampa: en Santa Isabel, la Colonia Emilio Mitre junto a El Pueblito, Árbol Solo, La Humada, Victorica, Telen, Santa Rosa, Toay, General Acha, Eduardo Castex, General Pico, Realicó y Parera. En la provincia de San Luis se hallan dos comunidades al sur de Fraga.
Desde 1995 el Instituto Nacional de Asuntos Indígenas (INAI) comenzó a reconocer personería jurídica mediante inscripción en el Registro Nacional de Comunidades Indígenas (Renaci) a comunidades indígenas de Argentina, entre ellas a comunidades ranqueles:
En la provincia de Córdoba
- Departamento General Roca:
  - Comunidad Ranquelina Ramón Cabral (el 25 de marzo de 2014), en Del Campillo

En la provincia de La Pampa
- Departamento Capital:
  - Comunidad Aborigen Kayu Antu Morituve (el 23 de abril de 2008)
- Departamento Chalileo:	
  - Comunidad Aborigen Epumer (e 22 de enero de 2007)
  - Comunidad Nehuenche (el 12 de septiembre de 2011)
- Departamento Chical Co:	
  - Comunidad Doña Teofila Videla (el 2 de diciembre de 2010)
- Departamento Loventué:		
  - Comunidad Rankül Rosa Moreno Mariqueo (el 23 de octubre de 2012), en Victorica
- Departamento Rancul:	
  - Comunidad Rankül Nahuel-Auca	(el 18 de marzo de 2014), en Parera
- Departamento Realicó:
  - Comunidad Rankel Rali-Co (el 20 de mayo de 2010)
- Departamento Toay:
  - Comunidad Willi Antú	(el 4 de agosto de 2003)

El 2 de mayo de 2008 el presidente de la FICAR (Federación de Pueblos Originarios en el Centro de Argentina) y el Consejo de Lonkos del Pueblo Ranquel de La Pampa, entregaron una carta a la presidenta argentina Cristina Fernández.
En esa carta se menciona las siguientes comunidades encabezadas por lonkos (hombres y mujeres):
- Comunidad Rankül “Willi Antü” (de Toay).
- Comunidad Rankül “Baigorrita” (de Justo Daract, San Luis).
- Comunidad Rankül “Mariano Rosas” (de Santa Rosa).
- Comunidad Rankül “Gente de Epugner” (de El Pueblito, Colonia Emilio Mitre, cerca de Santa Isabel).
- Comunidad Rankül “Rosa Moreno” (de Colonia Emilio Mitre).
- Comunidad Rankül “Yanquetruz” (de Santa Rosa).
- Comunidad Rankül “Nehuen Adolfo Rosas” (de Colonia Emilio Mitre).
- Comunidad Rankül “Leuvú-Kayu Antu Morituwe” (de Santa Rosa).
- Comunidad Rankül “Ralico” (de Realicó).
- Comunidad Rankül “Gregorio Yankamil” (de Victorica).
- Comunidad Rankül “Santiago Cayupán” (de Toay).
- Comunidad Rankül “Ataliva Canuhé”.
- Comunidad Ranquel “Panguitruz Nürü” (de General Acha).

También firmaron representantes de las siguientes comunidades:
- Comunidad Ranquel “Manuel Baigorria” (de Telén).
- Comunidad Ranquel “Nahuel Auca” (de Parera).
- Comunidad “Puelche” (de Rancul).
- Comunidad Ranquel “Carripi”.
- Asociación Rankül “Willi Kalkin” (zona rural de Toay).

No firmantes:
- Comunidad Ranquel “Huitrú Che” (de Eduardo Castex).
- Comunidad Ranquel “Auca Che” (de Rancul).

El 15 de marzo del 2009 fue celebrado un parlamento ranquel en Mar del Plata, siendo elegido un lonko para la nueva Comunidad Ranquel de Mar del Plata. Se informó que existían 21 comunidades ranqueles en La Pampa, 2 en San Luis (Comunidad Ranquel Lonko Guayki Gner y Comunidad Ranquel Manuel Baigorría o Baigorrita de Justo Daract) y 1 en Mendoza (Comunidad Kuien Like).
El 7 de abril de 2010 se formó en Bahía Blanca la "Comunidad Ranquel Huitra", sumándose e integrando el Consejo de Loncos de la Pampa, siendo reconocida por este Consejo.
El día 18 de julio de 2018, fue asesinado por motivos desconocidos el lonko Fermín Acuña, en una reserva de caldenes con un cuchillo en el corazón, el cual llevaba sus iniciales grabadas.